# Fever Crumb (série littéraire)
Fever Crumb est une série de science-fiction écrite par l'écrivain britannique Philip Reeve et parue de 2009 à 2011. Elle précède la série Tom et Hester, publiée antérieurement.